# 暗鰭黑身脂鯉
暗鰭黑身脂鯉，為輻鰭魚綱脂鯉目脂鯉亞目頂器脂鯉科的其一種，分布於南美洲奧里諾科河流域，體長可達7.2公分，棲息在中底層水域，生活習性不明。